# Sheikh Hasina
Sheikh Hasina Wazed (tiếng Bengal: শেখ হাসিনা ওয়াজেদ; tiếng Anh: /ˈʃeɪk həˈsiːnə/, SHAYK hə-SEE-nə; sinh ngày 28 tháng 9 năm 1947) là một chính trị gia người Bangladesh và là Thủ tướng thứ 10 của Bangladesh từ ngày 6 tháng 1 năm 2009 cho đến ngày 5 tháng 8 năm 2024. Trước đây bà cũng từng giữ chức Thủ tướng từ năm 1996 đến 2001. Bà là thủ tướng tại vị lâu nhất trong lịch sử Bangladesh.
Bà là con gái của Tổng thống đầu tiên của Bangladesh, ông Sheikh Mujibur Rahman. Sheikh Hasina là con cả trong năm người con của ông. Sự nghiệp chính trị của bà đã kéo dài hơn bốn thập kỷ. Trước đây bà từng là lãnh đạo phe đối lập từ năm 1986 đến năm 1990 và từ năm 1991 đến năm 1995, với tư cách là Thủ tướng từ năm 1996 đến năm 2001, và đã lãnh đạo Liên đoàn Awami từ năm 1981. Năm 2008, đảng của bà dành chiến thắng vang dội, và bà trở lại nắm chức Thủ tướng sau 2 năm phe quân đội kiểm soát đất nước. Vào tháng 1 năm 2014, bà trở thành tiếp tục nhiệm kỳ thứ ba trong một cuộc bầu cử gây tranh cãi. Phe đối lập đã tẩy chay cuộc bầu cử này và nó cũng bị chỉ trích bởi các nhà quan sát quốc tế. Bà lại tiếp tục giành được một nhiệm kỳ thứ tư vào tháng 12 năm 2018, sau một cuộc bầu cử được tổ chức bằng bạo lực và bị phe đối lập chỉ trích là bị gian lận.
Hasina được coi là một trong những người phụ nữ quyền lực nhất trên thế giới, đứng thứ 26 trong danh sách của tạp chí Forbes "Những phụ nữ quyền lực của thế giới" vào năm 2018, và đứng thứ 30 vào năm 2017. Sheikh Hasina cũng đã đưa ra một danh sách "100 nhà tư tưởng toàn cầu hàng đầu" của thập kỷ hiện tại. Bà là thành viên của Hội đồng các nhà lãnh đạo thế giới phụ nữ, một mạng lưới quốc tế gồm các nữ tổng thống - thủ tướng đương nhiệm hoặc đã mãn nhiệm.